# 聖安東尼奧帕霍納爾
14°12′N 89°35′W / 14.200°N 89.583°W
聖安東尼奧帕霍納爾（西班牙語：San Antonio Pajonal），是薩爾瓦多的城鎮，位於該國西北部，由聖安娜省負責管轄，面積51.92平方公里，海拔高度519米，2007年人口3,279，人口密度每平方公里63.15人。